# Mostela de muntanya
La mostela de muntanya (Mustela altaica) és una espècie de mamífer pertanyent a la família dels mustèlids. Es troba a les àrees muntanyenques d'Àsia (des del Kazakhstan, el Tibet i l'Himàlaia fins a Mongòlia, el nord-est de la Xina, Bhutan, el Kirguizstan, Rússia, el Tadjikistan, Sikkim, l'Índia, el sud de Sibèria i Corea).

## Subespècies[3]
- Mustela altaica altaica (Pallas, 1811).[4] Massís de l'Altai, Àsia[5]
- Mustela altaica birulai (Ogniov, 1928).[6] Muntanyes del Pamir, Àsia central[5]
- Mustela altaica raddei (Ogniov, 1928).[7] Mongòlia i Sibèria[5]
- Mustela altaica temon (Hodgson, 1857).[8] Himàlaia, el Tibet i la Xina[5]
- Mustela altaica tsaidamensis (Hilzheimer, 1910). Àsia[9]